# Stadion Tarpieda w Żodzinie
Stadion Tarpieda (Torpiedo) w Żodzinie (biał.: Тарпеда; ros.: Торпедо) – stadion piłkarski w Żodzinie, na Białorusi. Obiekt może pomieścić 6524 widzów. Został otwarty w 1969 roku. Boisko ma wymiary 105 × 68 m. Swoje spotkania rozgrywa na nim drużyna Tarpieda-BiełAZ Żodzino.